# Sévignac
 Sévignac (en bretó Sevinieg) és un municipi francès, situat a la regió de Bretanya, al departament de Costes del Nord. L'any 2005 tenia 1.106 habitants.

## Demografia
| 1962                                       | 1968  | 1975  | 1982  | 1990  | 1999  |
| ------------------------------------------ | ----- | ----- | ----- | ----- | ----- |
| 1.732                                      | 1.507 | 1.307 | 1.177 | 1.075 | 1.042 |
| Des de 1962: població sense dobles comptes |       |       |       |       |       |

## Administració
| Període | Identitat     | Partit        |
| ------- | ------------- | ------------- |
| 2001-   | Yvon Berhault | Divers droite |